# Grete Meisel-Hess
Pour les articles homonymes, voir Meisel et Hess.
Grete Meisel-Hess (18 avril 1879, Prague – 18 avril 1922, Berlin) est une féministe juive autrichienne, qui a écrit des romans, des nouvelles et des essais sur la libération sexuelle des femmes.
Meisel-Hess a vécu à Vienne de 1893 à 1908. Elle considérait l’antisémitisme et l’antiféminisme comme des signes de dégénérescence.
Elle a écrit pour le journal Die Aktion de Franz Pfemfert.

## Travaux
- Die sexuelle Krise. Eine sozialpsychologische Untersuchung (La crise sexuelle : une critique de notre vie sexuelle), 1909.
- Die Intellektuellen (Les intellectuels), 1911
- Sexuelle Rechte (Droit sexuel), 1914
- Betrachtungen zur Frauenfrage (Lettres pour les femmes), 1914
- Die Bedeutung der Monogamie (La fondation de la monogamie), 1916

## Littérature secondaire
- (en) Helga Thorson, Grete Meisel-Hess: The New Woman and the Sexual Crisis [« Grete Meisel-Hess: La nouvelle femme et la crise sexuelle »], Rochester, New York, Camden House, 2022. (ISBN 978-1640141032)